# Bagno a Ripoli
Bagno a Ripoli é uma comuna italiana da região da Toscana, província de Florença, com cerca de 25.228 habitantes. Estende-se por uma área de 74 km², tendo uma densidade populacional de 341 hab/km². Faz fronteira com Fiesole, Florença, Greve in Chianti, Impruneta, Pontassieve, Rignano sull'Arno.

## Demografia
| Variação demográfica do município entre 1861 e 2011                               |
|                                                                                   |
| Fonte: Istituto Nazionale di Statistica (ISTAT) - Elaboração gráfica da Wikipedia |